# Pliosauridae
Pliosauridae é uma família de répteis marinhos extintos do Jurássico Inferior ao Cretáceo Superior.

## Classificação
- Pliosauridae Seeley, 1874 sensu Smith & Dyke, 2008
  - Brachauchenius Williston, 1903
  - Cronosaurus Longman, 1924
  - Liopleurodon Sauvage, 1873
  - Peloneustes Lydekker, 1889
  - ? Plesiopleurodon Carpenter, 1996
  - Pliosaurus Owen, 1841
  - ? Polyptychodon Owen, 1841
  - Simolestes Andrews, 1909